# 煎茶水记
《煎茶水记》，张又新著于（唐）宝历二年（825年），全书1卷。四库提要：“其書前列刑部侍郎劉伯芻所品七水，次列陸羽所品二十水，云元和九年，初成名時，在薦福寺得於楚僧，本題曰《煑茶記》，乃代宗時湖州刺史李季卿得於陸羽口授，後有葉清臣《述煮茶泉品》一篇、歐陽修《大明水記》《浮槎水記》一篇，考《書録解題》載此書已稱《大明水記》載卷末，則宋人所附入也。”

## 劉伯芻所品七水
揚子江南零水第一
無錫惠山寺石水第二
蘇州虎丘寺石水第三
丹陽縣觀音寺水第四
揚州大明寺水第五
吳松江水第六
淮水㝡下第七

## 陸羽所品二十水
廬山康王谷水簾水第一
無錫縣惠山寺石泉水第二
蘄州蘭溪石下水第三
峽州扇子山下，有石𥥛然，洩水獨清冷，狀如龜形，俗云蝦𢋙口，水第四
蘇州虎丘寺石泉水第五
廬山招賢寺下方橋潭水第六
揚子江南零水第七
洪州西山西東瀑布水第八
唐州栢巖縣淮水源第九 • 
廬州龍池山頋水第十
丹陽縣觀音寺水第十一
揚州大明寺水第十二
漢江金州上游中零水第十三 • 
歸州玉虛洞下香溪水第十四
商州武關西洛水第十五 • 
吳松江水第十六
天台山西南峰千丈瀑布水第十七
郴州圓泉水第十八
桐廬嚴陵灘水第十九
雪水第二十 • 